# Nội các Renzi
Nội các Renzi do Matteo Renzi lãnh đạo, là nội các thứ 63 của Ý.
Nội các bắt đầu từ ngày 22/2/2014 được thành lập bởi các thành viên Đảng Dân chủ (PD), Trung hữu mới (NCD), liên minh trung dung UDC), tiếng nói công dân (SC), Vì nhân dân Ý (PPI), Liên kết Dân chủ (Demo.S, kể từ tháng 7/2014), Đảng Xã hội Ý (PSI) và không đảng phái.
Khi thành lập, nội các với thành phần trẻ nhất nước Ý đến nay, với độ tuổi trung bình là 47. Và lần đầu tiên số nữ bộ trưởng bằng số nam bộ trưởng, không tính Thủ tướng.

## Lịch sử
Tại cuộc họp ngày 13/2/2014 của Đảng Dân chủ, lãnh đạo trong đảng đã ủng hộ Thư ký Renzi thay cho Thủ tướng Enrico Letta, với 136 phiếu thuận, 16 phiếu chống và 2 phiếu trắng. Ngay sau đó Palazzo Chigi - văn phòng Thủ tướng thông báo, Thủ tướng Letta sẽ chính thức nộp đơn từ chức lên Tổng thống Napolitano vào ngày hôm sau.
Ngày 14/2/2014 Tổng thống Napolitano chấp thuận đơn từ chức của Thủ tướng Letta. Sau khi Letta từ chức, Renzi chính thức nhận nhiệm vụ thành lập chính phủ mới của Tổng thống Napolitano ngày 17/2/2014. Renzi tổ chức nhiều cuộc hội đàm với các lãnh đạo đảng, và ra mắt Nội các ngày 21/2.
Ngày hôm sau Renzi chính thức tuyên thệ nhậm chức Thủ tướng, trở thành Thủ tướng trẻ nhất nước Ý. Ngày 25/2 Renzi giành được phiếu tín nhiệm trong Nghị viện.
Ngày 20/3/2015 Thủ tướng Renzi trở thành quyền Bộ trưởng bộ Cơ sở hạ tầng và giao thông sau khi bộ trưởng Maurizio Lupi từ chức vì bê bối tham nhũng. Ông giữ tới ngày 2/4 khi Graziano Delrio được bổ nhiệm làm bộ trưởng mới.

## Bỏ phiếu tín nhiệm
| Bỏ phiếu tín nhiệm Nội các Renzi 25/2/2014 |           |                                                             |           |
| Viện Nghị viện                             | Phiều bầu | Đảng                                                        | Phiếu bầu |
| Thượng viện Cộng hòa                       | Đồng ý    | PD (109), NCD (32), PSI-SVP (13), PI (10), SC (7), Khác (5) | 176 / 320 |
| Thượng viện Cộng hòa                       | Không     | FI (59), M5S (40), LN (15), GAL (9), SEL (7), Khác (14)     | 144 / 320 |
| Hạ viện                                    | Đồng ý    | PD (298), NCD (27), SC (27), PI (16), Khác (20)             | 388 / 630 |
| Hạ viện                                    | Không     | M5S (104), FI (70), SEL (25), LN (19), FdI (9), Khác (15)   | 242 / 630 |

## Phân chia Đảng
Phân chia vị trí Bộ trưởng cho các Đảng
| - Đảng Dân chủ         | 10 |
| - Không đảng phái      | 3  |
| - Trung hữu mới        | 2  |
| - Liên minh Trung dung | 1  |

## Thành phần
- Đảng Dân chủ (PD): Chủ tịch Hội đồng Bộ trưởng, 10 Bộ trưởng, 5 Thứ trưởng thứ nhất, 22 Thứ trưởng
- Trung hữu mới (NCD): 2 Bộ trưởng, 2 Thứ trưởng thứ nhất, 6 Thứ trưởng
- Liên minh Trung dung (UdC): 1 Bộ trưởng
- Liên kết Dân chủ (Demo.S): 1 Thứ trưởng thứ nhất; 1 Thứ trưởng
- Đảng Xã hội Ý: 1 Thứ trưởng thứ nhất
- Tiếng nói công dân (SC): 2 Thứ trưởng
- Vì nhân dân Ý (PpI):  2 Thứ trưởng
- Không đảng phái: 3 Bộ trưởng, 2 Thứ trưởng

### Thủ tướng
|  | Chức vụ   | Tên          | Nhiệm kỳ               | Đảng         |  |
|  | --------- | ------------ | ---------------------- | ------------ |  |
|  | Thủ tướng | Matteo Renzi | 22/2/2014 – 12/12/2016 | Đảng Dân chủ |  |

### Bộ trưởng
|  | Chức vụ                                                      | Tên                    | Nhiệm kỳ                | Đảng                 |  |
|  | ------------------------------------------------------------ | ---------------------- | ----------------------- | -------------------- |  |
|  | Bộ trưởng Bộ Nội vụ                                          | Angelino Alfano        | 22/2/2014 – 12/12/2016  | Trung hữu mới        |  |
|  | Bộ trưởng Bộ Ngoại giao                                      | Federica Mogherini     | 22/2/2014 – 31/10/2014  | Đảng Dân chủ         |  |
|  | Bộ trưởng Bộ Ngoại giao                                      | Paolo Gentiloni        | 31/10/2014 – 12/12/2016 | Đảng Dân chủ         |  |
|  | Bộ trưởng Bộ Kinh tế và Tài chính                            | Pier Carlo Padoan      | 24/2/2014 – 12/12/2016  | Không đảng phái      |  |
|  | Bộ trưởng Bộ Quốc phòng                                      | Roberta Pinotti        | 22/2/2014 – 12/12/2016  | Đảng Dân chủ         |  |
|  | Bộ trưởng Bộ Tư pháp                                         | Andrea Orlando         | 22/2/2014 – 12/12/2016  | Đảng Dân chủ         |  |
|  | Bộ trưởng Bộ Phát triển Kinh tế                              | Federica Guidi         | 22/2/2014 – 12/12/2016  | Không đảng phái      |  |
|  | Bộ trưởng Bộ Lao động và chính sách xã hội                   | Giuliano Poletti       | 22/2/2014 – 12/12/2016  | Không đảng phái      |  |
|  | Bộ trưởng Bộ Hạ tầng và giao thông vận tải                   | Maurizio Lupi          | 22/2/2014 – 20/3/2015   | Trung hữu mới        |  |
|  | Bộ trưởng Bộ Hạ tầng và giao thông vận tải                   | Graziano Delrio        | 2/4/2015 – 12/12/2016   | Đảng Dân chủ         |  |
|  | Bộ trưởng Bộ Nông nghiệp, Thực phẩm và chính sách lâm nghiệp | Maurizio Martina       | 22/2/2014 – 12/12/2016  | Đảng Dân chủ         |  |
|  | Bộ trưởng Bộ Giáo dục, Đại học và Nghiên cứu                 | Stefania Giannini      | 22/2/2014 – 12/12/2016  | Đảng Dân chủ         |  |
|  | Bộ trưởng Bộ Y tế                                            | Beatrice Lorenzin      | 22/2/2014 – 12/12/2016  | Trung hữu mới        |  |
|  | Bộ trưởng Bộ Môi trường                                      | Gian Luca Galletti     | 22/2/2014 – 12/12/2016  | Liên minh Trung dung |  |
|  | Bộ trưởng Bộ Di sản và hoạt động văn hóa và Du lịch          | Dario Franceschini     | 22/2/2014 – 12/12/2016  | Đảng Dân chủ         |  |
|  | Bộ trưởng các vấn đề khu vực và tự trị                       | Maria Carmela Lanzetta | 22/2/2014 – 26/1/2015   | Đảng Dân chủ         |  |
|  | Bộ trưởng cải cách Hiến pháp và quan hệ Nghị viện            | Maria Elena Boschi     | 22/2/2014 – 12/12/2016  | Đảng Dân chủ         |  |
|  | Bộ trưởng Đơn giản hóa hành chính công cộng                  | Marianna Madia         | 22/2/2014 – 12/12/2016  | Đảng Dân chủ         |  |

### Thứ trưởng thứ nhất
|  | Chức vụ                                                                | Tên                 | Nhiệm kỳ               | Đảng             |  |
|  | ---------------------------------------------------------------------- | ------------------- | ---------------------- | ---------------- |  |
|  | Thứ trưởng thứ nhất Bộ Nội vụ                                          | Filippo Bubbico     | 28/2/2014 – 12/12/2016 | Đảng Dân chủ     |  |
|  | Thứ trưởng thứ nhất Bộ Ngoại giao                                      | Lapo Pistelli       | 28/2/2014 – 15/6/2015  | Đảng Dân chủ     |  |
|  | Thứ trưởng thứ nhất Bộ Kinh tế và Tài chính                            | Luigi Casero        | 28/2/2014 – 12/12/2016 | Trung hữu mới    |  |
|  | Thứ trưởng thứ nhất Bộ Kinh tế và Tài chính                            | Enrico Morando      | 28/2/2014 – 12/12/2016 | Đảng Dân chủ     |  |
|  | Thứ trưởng thứ nhất Bộ Tư pháp                                         | Enrico Costa        | 28/2/2014 – 12/12/2016 | Trung hữu mới    |  |
|  | Thứ trưởng thứ nhất Bộ Phát triển kinh tế                              | Carlo Calenda       | 28/2/2014 – 12/12/2016 | Đảng Dân chủ     |  |
|  | Thứ trưởng thứ nhất Bộ Phát triển kinh tế                              | Claudio De Vincenti | 28/2/2014 – 9/4/2015   | Đảng Dân chủ     |  |
|  | Thứ trưởng thứ nhất Bộ Hạ tầng và Giao thông vận tải                   | Riccardo Nencini    | 28/2/2014 – 12/12/2016 | Đảng Xã hội Ý    |  |
|  | Thứ trưởng thứ nhất Bộ Nông nghiệp, Thực phẩm và chính sách Lâm nghiệp | Andrea Olivero      | 28/2/2014 – 12/12/2016 | Liên kết Dân chủ |  |

### Thư ký Hội đồng
|  | Chức vụ         | Tên                 | Nhiệm kỳ               | Đảng         |  |
|  | --------------- | ------------------- | ---------------------- | ------------ |  |
|  | Thư ký Hội đồng | Graziano Delrio     | 22/2/2014 – 2/4/2015   | Đảng Dân chủ |  |
|  | Thư ký Hội đồng | Claudio De Vincenti | 10/4/2015 – 12/12/2016 | Đảng Dân chủ |  |